# Wyższa Szkoła Oficerska im. Feliksa Dzierżyńskiego w Legionowie
Wyższa Szkoła Oficerska im. Feliksa Dzierżyńskiego – utworzona w 1972 r. na bazie Szkoły Oficerów Bezpieczeństwa Resortu Bezpieczeństwa Publicznego PKWN w Lublinie (1944-1945), Centralnej Szkoły MBP w Łodzi (1945-1947), oraz Centrum Szkoleniowego MBP/KdsBP/MSW w Legionowie (1947–1972) uczelnia prowadząca działalność dydaktyczno-wychowawczą (studia zawodowe, kursy doskonalenia zawodowego) w zakresie prawa, administracji oraz ochrony bezpieczeństwa i porządku publicznego, kształcąca kadry na potrzeby Ministerstwa Spraw Wewnętrznych (głównie Służby Bezpieczeństwa), przygotowywane do objęcia stanowisk oficerskich. Siedziba szkoły mieściła się w Legionowie, w obiektach zajmowanych obecnie przez Centrum Szkolenia Policji. W czerwcu 1989 Wyższa Szkoła Oficerska im. Feliksa Dzierżyńskiego została przekształcona w zamiejscowy Wydział Bezpieczeństwa Państwa Akademii Spraw Wewnętrznych.

## Wcześniej mieściły się tu
- 1939 – Centralny Zakład Szkolenia Pracowników PKP
- 1946 – Centrum Wyszkolenia Straży Więziennej
- 1947–1955 – Centrum Wyszkolenia MBP
- 1955–1957 – Centrum Wyszkolenia KdsBP w Legionowie
- 1957–1972 – Centrum Wyszkolenia MSW
- 1972–1989 – Wyższa Szkoła Oficerska MSW im. Feliksa Dzierżyńskiego
- 1989–1990 – Wydział Bezpieczeństwa Państwa Akademii Spraw Wewnętrznych

## Struktura organizacyjna[3]
- Zakład Taktyki i Metodyki Pracy Operacyjnej
- Zakład Kryminalistyki i Kryminologii
- Zakład Techniki Operacyjnej
- Zakład Prawa
- Zakład Marksizmu-Leninizmu
- Studium Języków Obcych

## Komendanci

### Centrum Wyszkolenia MBP
- 1947–1948 – płk Mieczysław Broniatowski, p.o. dyrektora
- 1948–1952 – ppłk Longin Kołarz, dyrektor/komendant
- 1952–1955 – ppłk Aleksander Jałkowski, komendant

### Centrum Wyszkolenia KdsBP
- 1955–1956 – ppłk Jan Leluch, dyrektor/komendant[4]

### Centrum Wyszkolenia MSW
- 1957–1961 – ppłk/płk Jan Leluch
- 1967–1972 – płk Ryszard Szuster

### Wyższa Szkoła Oficerska MSW
- 1972–1973 – płk Ryszard Szuster
- 1973–1983 – płk Władysław Rutka
- 1983–1989 – płk dr Henryk Lewandowski

## Siedziba
Zalążkiem kompleksu kilkudziesięciu obiektów Centrum były budynki powstałe w latach 1936–1939 na rzecz Centralnego Zakładu Szkolenia Pracowników PKP, który miał być uruchomiony 28 sierpnia 1939.